# 中国における入学試験
中国における入学試験（ちゅうごくにおけるにゅうがくしけん）の項目では、中華人民共和国（香港・マカオ特別行政区を除く）における入学試験について記述する。

## 幼稚園
幼稚園への入学試験においては、私立よりも公立の方がカリキュラムが良いと思われており、公立の人気が高い地域がある（もっとも、幼稚園側は「公立も私立もカリキュラムは同じ」とアナウンスしている）。そのため、入園募集時に保護者が列を作る光景も見かける。

## 大学
人口が多いが、大学進学率は2022年に約57%に増加しているものの、競争は激しい。
進学率は2006年時点で22%。その後はその時点の統計では2010年には25%、2022年には約57%に増加している。
受験生規模は、2001年に約400万人、2007年に約1010万人となっており、2024年には約1340万人に増加している。。
試験は全国普通高等学校招生入学考試（略称は高考）と呼ばれる、全国一斉の試験で行われる。高考では、カンニングや出身地で合格ラインを変えるという差別がある。また少数民族にたいする優遇措置がある。詳細は当該記事を参照。

## 大学院
人口が多いが、大学院進学率は過去10年間で倍以上に増加している。競争は激しい。
学生はまず、志望校の研究科や専攻を出願し、という中国全国碩士研究生招生考試を受験することである、受験科目は専攻科目を加えて、政治科や外国語も含まれる。「初試」を突破できれば「復試」という面接試験に参加することができる。面接試験では教授たちから研究計画書などについて色々聞かれ選考され、最後に合格発表される。